# Чемпіонат Закарпатської області з футболу 2005
Чемпіонат Закарпатської області з футболу 2005 року — футбольні змагання серед аматорських команд Закарпаття, які проводилися обласною федерацією футболу з 17 квітня до 30 жовтня.

## Вища ліга
Підсумкова турнірна таблиця
| М  | Команда                     | І  | В  | Н | П  | РМ    | О  |
| -- | --------------------------- | -- | -- | - | -- | ----- | -- |
| 1  | «Авангард» Свалява          | 22 | 19 | 2 | 1  | 76−15 | 59 |
| 2  | СК «Ужгородський» Ужгород   | 22 | 17 | 2 | 3  | 57−19 | 53 |
| 3  | СК «Русь» Хуст              | 22 | 14 | 4 | 4  | 42−23 | 46 |
| 4  | «Верховина» Міжгір`я        | 22 | 13 | 1 | 8  | 39−25 | 39 |
| 5  | «Говерла» Ясіня             | 22 | 11 | 2 | 9  | 28−32 | 34 |
| 6  | «Севлюш» Виноградів         | 22 | 8  | 5 | 9  | 41−28 | 28 |
| 7  | «Колос» Вишково             | 22 | 9  | 2 | 11 | 41−34 | 28 |
| 8  | «Кольчино-Легіон» Кольчино  | 22 | 9  | 2 | 11 | 39−40 | 28 |
| 9  | «Ялинка» Великий Бичків     | 22 | 7  | 2 | 13 | 20−37 | 19 |
| 10 | СК «Тячів»                  | 22 | 6  | 2 | 14 | 18−48 | 17 |
| 11 | «Бужора» Іршава             | 22 | 5  | 0 | 17 | 30−58 | 10 |
| 12 | «Будівельник» Приборжавське | 22 | 2  | 0 | 20 | 17−78 | 6  |
| 13 | ФК «Берегово»               | 6  | 4  | 0 | 2  | 15−10 | 12 |

- З команди «Верховина» Міжгір`я знято 1 очко за неявку на гру
- З команди «Говерла» Ясіня знято 1 очко за неявку на гру
- З команди «Севлюш» Виноградів знято 1 очко за неявку на гру
- З команди «Колос» Вишково знято 1 очко за неявку на гру
- З команди «Кольчино-Легіон» Кольчино знято 1 очко за неявку на гру
- З команди «Ялинка» Великий Бичків знято 4 очки за неявки на матчі
- З команди СК «Тячів» знято 3 очки за неявки на матчі
- З команди «Бужора» Іршава знято 5 очок за неявки на матчі